# Rödgen (Bad Nauheim)
Rödgen ist ein Stadtteil von Bad Nauheim im hessischen Wetteraukreis.

## Geografische Lage
Rödgen liegt etwa zwei Kilometer östlich der Kernstadt von Bad Nauheim auf einer Höhe von 134 m über NN. Im Westen verlaufen die Bundesstraße 3 und die Bundesstraße 275. Durch den Ort führt die Kreisstraße 173. Rödgen liegt an der Wetter.

## Geschichte

### Vorgeschichte
In der Gemarkung von Rödgen bestand kurzfristig um das Jahr 10 v. Chr. über einen Zeitraum von etwa zwei Jahren ein römisches Militärlager.

### Mittelalter
Die älteste erhaltene Erwähnung des Dorfs unter dem Namen Rode stammt aus einem eppsteiner Lehensverzeichnis und wird in die Zeit 1290–1294 satiert.
Der Ortsname weist auf eine Rodung hin. Rödgen war Bestandteil der Münzenberger Erbschaft nach dem Tod von Ulrich II. von Münzenberg 1255 und fiel als Allod zunächst an die Herren von Falkenstein. Nach deren Aussterben wurde es 1418 an die Herren von Eppstein vererbt. Diese starben 1535 ebenfalls aus. Rödgen wurde an die Grafen von Stolberg vererbt. Diese verpfändeten das Dorf 1572 und verkauften es 1578 endgültig an die Grafschaft Hanau-Münzenberg. Dort wurde es 1597 in das neu gebildete Amt Dorheim integriert.

### Neuzeit
In der Grafschaft Hanau-Münzenberg wurde Mitte des 16. Jahrhunderts nach und nach die Reformation eingeführt. Dies geschah zunächst im lutherischen Sinn. In einer „zweiten Reformation“, wurde die Konfession erneut gewechselt: Graf Philipp Ludwig II. verfolgte ab 1597 eine entschieden reformierte Kirchenpolitik. Er machte vom Jus reformandi, seinem Recht als Landesherr Gebrauch, die Konfession seiner Untertanen zu bestimmen, und setzte dies für die Grafschaft Hanau-Münzenberg weitgehend als verbindlich durch, so auch in Rödgen. Kirchliche Oberbehörde war das Konsistorium in Hanau.
Wie in der übrigen Grafschaft Hanau-Münzenberg wurde auch hier seit der Wende vom 16. zum 17. Jahrhundert das Solmser Landrecht zum Gewohnheitsrecht. Das Gemeine Recht galt nur, wenn Regelungen des Solmser Landrechts für einen Sachverhalt keine Bestimmungen enthielten. Das Solmser Landrecht blieb auch im 19. Jahrhundert geltendes Recht, auch in kurhessischer und großherzoglich hessischer Zeit. Erst das Bürgerliche Gesetzbuch vom 1. Januar 1900, das einheitlich im ganzen Deutschen Reich galt, setzte das alte Partikularrecht weitgehend außer Kraft.
Nach dem Tod des letzten Hanauer Grafen, Johann Reinhard III., 1736 erbte Landgraf Friedrich I. von Hessen-Kassel aufgrund eines Erbvertrages aus dem Jahr 1643 die Grafschaft Hanau-Münzenberg und damit auch Rödgen. 1803 wurde die Landgrafschaft Hessen-Kassel zum Kurfürstentum Hessen erhoben. Während der napoleonischen Zeit stand das Amt Dorheim ab 1806 unter französischer Militärverwaltung, gehörte von 1807 bis 1810 zum Fürstentum Hanau, und dann von 1810 bis 1813 zum Großherzogtum Frankfurt, Departement Hanau. Anschließend fiel es wieder an das Kurfürstentum Hessen zurück. Nach der Verwaltungsreform des Kurfürstentums Hessen von 1821, im Rahmen derer Kurhessen in vier Provinzen und 22 Kreise eingeteilt wurde, ging das Amt Dorheim im neu gebildeten Kreis Hanau auf. Die erstinstanzliche Rechtsprechung lag beim Justizamt Dorheim – einem Gericht, trotz der heute befremdlichen Bezeichnung. Nach dem verlorenen Krieg von 1866 annektierte das Königreich Preußen das Kurfürstentum Hessen. Allerdings wurde das ehemalige Amt Dorheim im Friedensvertrag vom 3. September 1866 von Preußen in einem Gebietstausch an das Großherzogtum Hessen-Darmstadt weitergegeben, von dessen Gebiet es vollständig umgeben war. Dort wurde das Dorf Rödgen in den Kreis Friedberg eingegliedert, der zur Provinz Oberhessen gehörte. Das „Justizamt“ wurde in Landgericht Nauheim umbenannt, das wiederum 1879 anlässlich der Reichsjustizreform von dem Amtsgericht Nauheim ersetzt wurde, das bis 1968 bestand. Anschließend war das Amtsgericht Friedberg zuständig.

### Gebietsreform
Im Zuge der Gebietsreform in Hessen fusionierten die Gemeinden Rödgen und Wisselsheim zum 1. Februar 1971 freiwillig zur neuen Gemeinde Wettertal. Bereits am 31. Dezember 1971 ließ sich Wettertal freiwillig in die Stadt Bad Nauheim eingemeinden.
Für die eingegliederten ehemals eigenständigen Gemeinden sowie die Kernstadt wurde je ein Ortsbezirk mit Ortsbeirat und Ortsvorsteher nach der Hessischen Gemeindeordnung eingerichtet. Daher entstand für das Gebiet der ehemaligen Gemeinde Wettertal der Ortsbezirk Rödgen-Wisselsheim, der bis heute für die beiden gleichnamigen Bad Nauheimer Stadtteile zuständig ist.

### Verwaltungsgeschichte im Überblick
Die folgende Liste zeigt die Staaten und Verwaltungseinheiten, denen Rödgen angehört(e):
- vor 1642: Heiliges Römisches Reich, Grafschaft Hanau-Münzenberg, Amt Dorheim
- ab 1642: Heiliges Römisches Reich, Grafschaft Hanau-Lichtenberg, Amt Dorheim
- ab 1736: Heiliges Römisches Reich, Landgrafschaft Hessen-Kassel, Grafschaft Hanau-Lichtenberg, Amt Dorheim
- ab 1803: Heiliges Römisches Reich, Kurfürstentum Hessen, Fürstentum Hanau, Amt Dorheim[Anm. 2]
- ab 1806: Kaiserreich Frankreich,[Anm. 3] Fürstentum Hanau, Amt Dorheim (Militärverwaltung)
- ab 1810: Großherzogtum Hessen,[Anm. 4] Fürstentum Oberhessen, Amt Dorheim
- ab 1816: Kurfürstentum Hessen,[Anm. 5] Fürstentum Hanau, Amt Dorheim
- ab 1821: Kurfürstentum Hessen, Provinz Hanau Kreis Hanau[10][Anm. 6]
- ab 1848: Kurfürstentum Hessen, Bezirk Hanau
- ab 1851: Kurfürstentum Hessen, Provinz Hanau, Kreis Hanau
- ab 1867: Norddeutscher Bund,[Anm. 7] Großherzogtum Hessen,[Anm. 8] Provinz Oberhessen, Kreis Friedberg[Anm. 9]
- ab 1871: Deutsches Reich, Großherzogtum Hessen, Provinz Oberhessen, Kreis Friedberg
- ab 1918: Deutsches Reich, Volksstaat Hessen, Provinz Oberhessen, Kreis Friedberg
- ab 1945: Amerikanische Besatzungszone,[Anm. 10] Groß-Hessen, Regierungsbezirk Darmstadt, Landkreis Friedberg
- ab 1946: Amerikanische Besatzungszone, Land Hessen, Regierungsbezirk Darmstadt, Landkreis Friedberg
- ab 1949: Bundesrepublik Deutschland,Land Hessen, Regierungsbezirk Darmstadt, Landkreis Friedberg
- ab 1971: Bundesrepublik Deutschland,Land Hessen, Regierungsbezirk Darmstadt, Landkreis Friedberg, Gemeinde Wettertal[Anm. 11]
- ab 1972: Bundesrepublik Deutschland, Land Hessen, Regierungsbezirk Darmstadt, Wetteraukreis, Stadt Friedberg[Anm. 12]

### Einwohnerentwicklung

#### Einwohnerzahlen
- 1961: 376 evangelische (= 71,35 %), 139 katholische (= 26,38 %)[1]

| Rödgen: Einwohnerzahlen von 1834 bis 2019 | Rödgen: Einwohnerzahlen von 1834 bis 2019 | Rödgen: Einwohnerzahlen von 1834 bis 2019 | Rödgen: Einwohnerzahlen von 1834 bis 2019 | Rödgen: Einwohnerzahlen von 1834 bis 2019 |
| --- | ----------------------------------------- | ----------------------------------------- | ----------------------------------------- | ----------------------------------------- |
| Jahr |                                           |                                           |                                           | Einwohner                                 |
| 1834 | 1834                                      |                                           | 170                                       | 170                                       |
| 1840 | 1840                                      |                                           | 170                                       | 170                                       |
| 1846 | 1846                                      |                                           | 179                                       | 179                                       |
| 1852 | 1852                                      |                                           | 227                                       | 227                                       |
| 1858 | 1858                                      |                                           | 223                                       | 223                                       |
| 1864 | 1864                                      |                                           | 219                                       | 219                                       |
| 1871 | 1871                                      |                                           | 205                                       | 205                                       |
| 1875 | 1875                                      |                                           | 190                                       | 190                                       |
| 1885 | 1885                                      |                                           | 130                                       | 130                                       |
| 1895 | 1895                                      |                                           | 224                                       | 224                                       |
| 1905 | 1905                                      |                                           | 265                                       | 265                                       |
| 1910 | 1910                                      |                                           | 306                                       | 306                                       |
| 1925 | 1925                                      |                                           | 360                                       | 360                                       |
| 1939 | 1939                                      |                                           | 374                                       | 374                                       |
| 1946 | 1946                                      |                                           | 601                                       | 601                                       |
| 1950 | 1950                                      |                                           | 612                                       | 612                                       |
| 1956 | 1956                                      |                                           | 542                                       | 542                                       |
| 1961 | 1961                                      |                                           | 527                                       | 527                                       |
| 1967 | 1967                                      |                                           | 763                                       | 763                                       |
| 1970 | 1970                                      |                                           | 812                                       | 812                                       |
| 1980 | 1980                                      |                                           | ?                                         | ?                                         |
| 1990 | 1990                                      |                                           | ?                                         | ?                                         |
| 2000 | 2000                                      |                                           | ?                                         | ?                                         |
| 2010 | 2010                                      |                                           | 972                                       | 972                                       |
| 2011 | 2011                                      |                                           | 957                                       | 957                                       |
| 2016 | 2016                                      |                                           | 1.046                                     | 1.046                                     |
| 2019 | 2019                                      |                                           | 1.007                                     | 1.007                                     |
| Datenquelle: Historisches Gemeindeverzeichnis für Hessen: Die Bevölkerung der Gemeinden 1834 bis 1967. Wiesbaden: Hessisches Statistisches Landesamt, 1968. Weitere Quellen: LAGIS; Stadt Bad Nauheim (web archiv): 2010, 2016; 2019; Zensus 2011 |                                           |                                           |                                           |                                           |

#### Einwohnerstruktur
Nach den Erhebungen des Zensus 2011 lebten am Stichtag dem 9. Mai 2011 in Rödgen 957 Einwohner. Darunter waren 63 (6,6 %) Ausländer.
Nach dem Lebensalter waren 147 Einwohner unter 18 Jahren, 402 zwischen 18 und 49, 219 zwischen 50 und 64 und 186 Einwohner waren älter.
Die Einwohner lebten in 429 Haushalten. Davon waren 138 Singlehaushalte, 129 Paare ohne Kinder und 123 Paare mit Kindern, sowie 27 Alleinerziehende und 12 Wohngemeinschaften. In 78 Haushalten lebten ausschließlich Senioren und in 291 Haushaltungen lebten keine Senioren.

## Politik
Für Rödgen und Wisselsheim besteht ein gemeinsamer Ortsbezirk (Gebiete der ehemaligen Gemeinden Rödgen und Wisselsheim) mit Ortsbeirat und Ortsvorsteher nach der Hessischen Gemeindeordnung.
Der Ortsbeirat besteht aus fünf Mitgliedern. Bei den Kommunalwahlen in Hessen 2021 wurden gewählt: drei Mitglieder der CDU und je ein Mitglied SPD und der FDP. Der Ortsbeirat wählte Gisela Babitz-Koch (CDU) zue Ortsvorsteherin.

## Infrastruktur
- Im Ort gibt es die städtische Kindertagesstätte Sonnenhügel.
- Die Wettertalschule in Rödgen ist eine staatliche Grundschule. Sie wurde 1960 errichtet.
- Rödgen hat ein eigenes Bürgerhaus.
- Rödgen hat einen Turn- und Sportverein TSV Rödgen 1961 e. V. Die Fußballabteilung des TSV spielt gegenwärtig (Saison 2011/2012) in der Kreisliga B Friedberg.
- Rödgen hat einen Gesangverein MGV Eintracht Rödgen.
- Rödgen hat mit Hilfe des Konjunkturpaketes II aus dem Jahr 2009 im Jahr 2010 einen Kunstrasensportplatz der neuesten Generation erhalten, der am 26. Juni 2010 eingeweiht wurde. Dieser wird von der Fußballabteilung des TSV Rödgen 1961 und vom türkischen Fußballverein TSV Bad Nauheim genutzt.